# Vladimír Eminger
Vladimír Eminger (* 3. dubna 1992 v Litvínově) je český hokejový obránce.

## Hráčská kariéra
Rodák a odchovanec z Litvínova, začínal s hokejem ve tří letech, v klubu setrval do svého juniorského věku. V roce 2011 odcestoval do Finska, kde se dohodl na angažmá s klubem Oulun Kärpät, který hraje domácí nejvyšší soutěž. Ještě před odchodem do ciziny, dostal nabídku od mateřského klubu Litvínov smlouvu, která byla pro Emingera nepřijatelné a odcestoval. Vedení klubu na to ihned reagovalo a zakázal mu tím start v reprezentaci v jakékoliv kategorii.  První ročník hrával ještě v juniorské soutěži, od ročníku 2012/13 se stal jedním ze základním hráčů kádru. Největšího úspěchu s Kärpät Oulu zažil v ročníku 2013/14, se kterým se stal mistrem soutěže. Po mistrovském titulu se do nadcházející sezony moc nevedlo, byl dokonce poslán na dva zápasy do nižší soutěže Mestis k týmu Hokki. 26. listopadu 2014 se vrátil do Česka, podepsal dlouhodobý kontrakt s pražskou Spartou.  Ve sparťanském kádru se hned zabydlel a hrával pravidelně. V sezoně 2015/16 mohl přidat do své sbírky další titul z domácí nejvyšší soutěže, ale nezvládli závěr playoff proti Bílí Tygři Liberec. Na začátku sezony 2017/18, se v klubu BK Mladá Boleslav zranil slovenský obránce Oldrich Kotvan, vedení klubu musel najít náhradu za zraněného Kotvana. Nakonec se dohodli se Spartou o uvolnění Emingera formou hostování do konce října 2017.  Po vypršení hostování se vedení klubu rozhodlo prodloužit jeho hostování až do konce sezony 2017/18.  Eminger nakonec dokončil ročník 2017/18 v dresu Mladé Boleslavi. V Mladé Boleslavi se mu zalíbilo a projevil přání setrvat v klubu pro nadcházející ročník 2018/2019. Sportovní manažer Mladé Boleslavi Jaromír Látal se domluvil s vedením Pražské Sparty o prodloužení hostování do sezony 2018/2019. 

## Prvenství
- Debut v ČHL - 30. listopadu 2014 (HC Sparta Praha proti HC Oceláři Třinec)
- První asistence v ČHL - 14. prosince 2014 (HC Energie Karlovy Vary proti HC Sparta Praha)
- První gól v ČHL - 26. prosince 2014 (HC Sparta Praha proti HC Slavia Praha, českému brankáři Dominiku Furchovi)

## Klubové statistiky
| Sezóna        | Klub                     | Soutěž        |     | Základní část | Základní část | Základní část | Základní část | Základní část |   | Play off | Play off | Play off | Play off | Play off |
| Sezóna        | Klub                     | Soutěž        | Z   | G             | A             | B             | TM            | Z             | G | A        | B        | TM       |          |          |
| 2005-06       | HC Chemopetrol, a.s. 18  | ČHL-18        | 2   | 0             | 0             | 0             | 0             | —             | — | —        | —        | —        |          |          |
| 2006-07       | HC Chemopetrol, a.s. 18  | ČHL-18        | 36  | 0             | 3             | 3             | 34            | —             | — | —        | —        | —        |          |          |
| 2007-08       | HC Litvínov 18           | ČHL-18        | 38  | 4             | 8             | 12            | 28            | —             | — | —        | —        | —        |          |          |
| 2008-09       | HC Litvínov 18           | ČHL-18        | 38  | 5             | 9             | 14            | 50            | —             | — | —        | —        | —        |          |          |
| 2009-10       | HC Litvínov 18           | ČHL-18        | 11  | 4             | 1             | 5             | 32            | —             | — | —        | —        | —        |          |          |
| 2009-10       | HC Litvínov 20           | ČHL-20        | 40  | 1             | 11            | 12            | 16            | 8             | 1 | 1        | 2        | 2        |          |          |
| 2010-11       | HC Litvínov 20           | ČHL-20        | 50  | 2             | 13            | 15            | 32            | 2             | 1 | 0        | 1        | 0        |          |          |
| 2011-12       | Oulun Kärpät 20          | SM-l-20       | 43  | 5             | 19            | 24            | 30            | 3             | 0 | 1        | 1        | 2        |          |          |
| 2012-13       | Oulun Kärpät 20          | SM-l-20       | 6   | 0             | 1             | 1             | 2             | 1             | 1 | 1        | 2        | 27       |          |          |
| 2012-13       | Oulun Kärpät             | SM-l          | 36  | 1             | 6             | 7             | 14            | 2             | 0 | 0        | 0        | 0        |          |          |
| 2013-14       | Oulun Kärpät 20          | SM-l-20       | 4   | 1             | 1             | 2             | 4             | —             | — | —        | —        | —        |          |          |
| 2013-14       | Oulun Kärpät             | SM-l          | 46  | 3             | 4             | 7             | 18            | 9             | 0 | 1        | 1        | 4        |          |          |
| 2014-15       | Oulun Kärpät             | SM-l          | 18  | 2             | 1             | 3             | 0             | —             | — | —        | —        | —        |          |          |
| 2014-15       | Hokki                    | Mestis        | 2   | 0             | 0             | 0             | 2             | —             | — | —        | —        | —        |          |          |
| 2014-15       | HC Sparta Praha          | ČHL           | 24  | 3             | 5             | 8             | 6             | 7             | 0 | 0        | 0        | 2        |          |          |
| 2015-16       | HC Sparta Praha          | ČHL           | 44  | 3             | 8             | 11            | 32            | 14            | 0 | 4        | 4        | 14       |          |          |
| 2016-17       | HC Sparta Praha          | ČHL           | 37  | 0             | 3             | 3             | 36            | 4             | 0 | 0        | 0        | 0        |          |          |
| 2017-18       | BK Mladá Boleslav        | ČHL           | 45  | 2             | 5             | 7             | 12            | —             | — | —        | —        | —        |          |          |
| 2018-19       | BK Mladá Boleslav        | ČHL           | 13  | 0             | 0             | 0             | 2             | —             | — | —        | —        | —        |          |          |
| 2018-19       | HC Slovan Ústí nad Labem | 1. ČHL        | 3   | 1             | 1             | 2             | 2             | —             | — | —        | —        | —        |          |          |
| 2018-19       | HC Energie Karlovy Vary  | ČHL           | 13  | 1             | 2             | 3             | 6             | —             | — | —        | —        | —        |          |          |
| 2019-20       | HC Energie Karlovy Vary  | ČHL           | 48  | 2             | 10            | 12            | 26            | 2             | 1 | 0        | 1        | 2        |          |          |
| 2020-21       | Fischtown Pinguins       | DEL           | 38  | 2             | 3             | 5             | 38            | 3             | 0 | 1        | 1        | 0        |          |          |
| 2021-22       | Fischtown Pinguins       | DEL           | 53  | 4             | 8             | 12            | 28            | 5             | 0 | 0        | 0        | 2        |          |          |
| 2022-23       | Fischtown Pinguins       | DEL           | 51  | 0             | 9             | 9             | 8             | 8             | 0 | 1        | 1        | 2        |          |          |
| 2023-24       | Fischtown Pinguins       | DEL           | 50  | 1             | 5             | 6             | 14            | 14            | 0 | 3        | 3        | 0        |          |          |
| 2024-25       | Fischtown Pinguins       | DEL           | —   | —             | —             | —             | —             | —             | — | —        | —        | —        |          |          |
| Celkem v ČHL  | Celkem v ČHL             | Celkem v ČHL  | 224 | 11            | 33            | 44            | 120           | 38            | 2 | 7        | 9        | 18       |          |          |
| Celkem v SM-l | Celkem v SM-l            | Celkem v SM-l | 100 | 6             | 11            | 17            | 32            | 11            | 0 | 1        | 1        | 4        |          |          |

## Reprezentace
| Rok     | Tým    | Soutěž | Z | G | A | B | TM |
| ------- | ------ | ------ | - | - | - | - | -- |
| 2014-15 | Česko  | EHT    | 2 | 0 | 0 | 0 | 0  |
| Celkem  | Celkem | Celkem | 2 | 0 | 0 | 0 | 0  |